# Фарід Садат
Фарід Садат (Дарі: فرید سادات / фін. Fareed Sadat; нар. 10 листопада 1998, Кабул, Афганістан) — афганський та фінський футболіст, нападник камбоджийського клубу «Пномпень Кроун» та національної збірної Афганістану.

## Клубна кар'єра
Фаррід Садат народився 10 листопада 1998 року в Кабулі, де й провів своє дитинство. У 2011 році разом з сімєю переїхав до Фінляндії, де вже на той час працював його батько. На юнацькому рівні виступав за ЕПС, «Еспоо» та «Гранкуллу ІФК». Футбольну кар'єру розпочав 2014 року у клубі «Гранкуллу ІФК». Дебютував у дорослому футболі 7 серпня 2014 року в переможному (5:0) поєдинку проти СоВо, в якому на 70-й хвилині замінив Клаудіо Мотроне. Місяць по тому, 4 вересня, провів ще один матч у третьому дивізіоні Фінляндії, проти СалПа, в якому на 80-й хвилині знову замінив Клаудіо Мотроне. За підсумками сезону 2014 року «Гранкулла» фінішувала на другому місці (поступилася 7-ма очками чемпіону «Екенасу»), а 15-річний юнак зіграв 2 матчі в Какконені. У сезоні 2015 року перейшов «Еспоо» з Колмонена (четвертий дивізіон чемпіонату Фінляндії), який у попередньому сезоні понизився в класі. В «Еспоо» більшу частину сезону виступав за молодіжну команду, але також отримував ігровий час і в першій команді. Допоміг команді за підсумками сезону 2015 року повернутися до Какконена. Привернув до себе увагу в другому раунді Кубку Фінляндії 2015, забив чотири м'ячі в переможному (9:0) поєдинку проти Келлокоскена Алку. Проте вже в наступному раунді «Еспоо» поступився СаПа та вибув з турніру.
На початку 2016 року підписав 1-річний контракт з можливістю продовження ще на 2 роки з клубом Вейккаусліги «Лахті». Оскільки про укладення договору оголосили лише 16 лютого 2016 року Садат почергово тренувався з обома клубами клуби. Виступав за «Лахті» та молодіжну команду Еспоо. У Кубку фінської ліги 2016 року зіграв у трьох із п’яти матчів групового етапу, вийшов разом із командою як переможці групи B до фіналу, який «Лахті» виграв у серії післяматчевих пенальті у переможця групи «Сейняйоен Ялкапаллокерго». Зіграв усі 90 хвилин 1 квітня 2016 року в переможному (6:0) поєдинку 5-го раунду кубку Фінляндії проти «Атлетіко Мальмі». Напередодні старту чемпіонату головний тренер Тоні Кореакуннас перевів його до першої команду клубу. На9 квітня 2016 року вперше потрапив на лаву запасних першої команди «Лахті» на матч вищого дивізіону проти «Інтера» (Турку) (1:1). Дебютував у вищому дивізіоні фінського футболу 28 квітня 2016 року в поєдинку проти Ваасан Паллосеури. Фарід вийшов на поле на 80-й хвилині, замінивши росіянина Івана Соловйова, а 9 хвилин по тому відзначився голом після передачі Дуарте Таммілето. У віці 17 років, 5 місяців та 18 днів став наймолодшим гравцем, який виходив на поле уВейккауслізі 2016. У вище вказаному сезоні зіграв 15 матчів, а «Лахті» посів 8-ме місце у Вейккауслізі. У сезоні 2017 року зіграв 15 матчів чемпіонату та допоміг команді посісти 4-те місце в національному чемпіонаті. Продовжував виступати в складі «Лахті» й у сезоні 2018 року, а також дебютував за команду в Лізі Європи 2018/19. За три сезони, проведені в «Лахті» зіграв загалом 39 матчів чемпіонату та відзначився трьома голами. У сезоні 2018 року команда посіла восьме місце у Вейккауслізі.
Напередодні старту сезону 2019 року став гравцем клубу Другого дивізіону Ісландії «Гаукар». 13 квітня 2019 року в своєму дебютному матчі за нову команду відзначився хет-триком та допоміг «Гаукару» у кубку Ісландії з рахунком 5:2 обіграти «Фрамер'яр-Смастунд». У другому дивізіоні ісландського чемпіонату дебютував 5 травня 2019 року в програному (1:2) поєдинку проти «Фйолніра». В ісландській першості провів 6 поєдинків, але не зміг допомогти команді уникнути пониження в класі. 
Після цього протягом шести місяців перебував бкз клубу, а в липні 2020 року Садат підписав контракт з МуСА, який виступав в Юккенені (другий дивізіон чемпіонату Фінляндії). Дебютував за нову команду 4 липня 2020 року в програному (0:2) поєдинку проти «Каяані». Першим голом за МуСу відзначився трьома тижнями по тому, в переможному (5:1) поєдинку проти «Гністана». Зіграв 11 матчів у Юккені, після чого на початку вересня 2020 року став гравцем «АС Оулу». Свій перший матч за «Оулу» провів 12 вересня, проти резервної команди «Сейняйоен Ялкапаллокерго» (1:1). 10 жовтня 2020 року відкрив лік своїм забитим м'ячас за нову команду, відзначився двома голами у переможному (2:1) домашньому поєдинку проти свого колишнього клубу, «Мусана Салами». Зіграв 10 матчів та відзначився 5-ма голами за «Оулу», допоміг команді у сезоні 2020 року виграти Юккенен та вийти до еліти фінського футболу. Фарід продовжив угоду з клубом на сезон 2021 року. На початку нового сезону зіграв 10 матчів за команду в чемпіонаті, після чого перейшов у МуСА.
На початку лютого 2022 року став гравцем камбоджійського клубу «Пномпень Кроун».

## Кар'єра в збірній
У жовтні 2016 року, після того як Фаріду виповнилося 18 років, подав документи на отримання фінського громадянства. Незабаром афганець отримав фінський паспорт. Дебютував за команду U-19 23 березня 2017 року в поєдинку проти однолітків з Нідерландів. Загалом зіграв три матчі за юнацьку збірну Фінляндії (U-19).
У грудні 2018 року отримав перший виклик до національної збірної Афганістану. 28 грудня 2018 року дебютував за національну команду у другому товариському матчі проти Туркменістану. Садат тричі зіграв за олімпійську збірну Афганістану під час кваліфікаційних матчів молодіжного чемпіонату Азії (дебют — 22 березня 2019 року, проти Катара). Проте для афганців кваліфікаційна кампанія завершилася невдало.

## Досягнення
- Кубок фінської ліги
  -  Володар (1): 2016

- Юккенен
  -  Чемпіон (1): 2020

- Суперкубок Камбоджі
  -  Володар (1): 2022